# Tomasz Dąbrowski

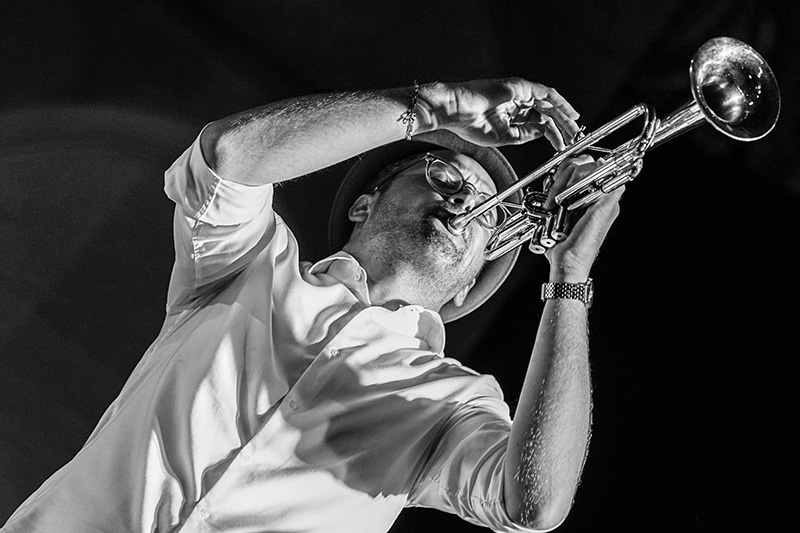
Copenhagen Jazz Festival 2018

Tomasz Dąbrowski (* 1984 in Iława) ist ein polnischer Jazztrompeter (auch „Balkan-Horn“). Mit seinem von Avantgarde, Free Jazz und osteuropäischer Folklore beeinflussten, expressiven Spiel gilt er als einer der originellsten polnischen Trompeter und Komponisten der gegenwärtigen europäischen Jazzszene.

## Leben und Wirken
Dąbrowski arbeitete ab den 2000er-Jahren in der dänischen und internationalen Jazzszene u. a. mit Tyshawn Sorey, Kris Davis, Andrew Drury, Marilyn Mazur, Kresten Osgood, Jacob Anderskov, Fredrik Lundin, Kasper Tranberg, im Copenhagen Art Ensemble, Lotte Anker, Andreas Lang, Mette Rasmussen, Simon Krabs und Kasper Tom Christiansen; außerdem ist er Mitglied der Musiker-Kooperative und Plattenlabel Barefoot Records. Unter eigenem Namen legte er 2012 das Album Tom Trio (ILK Records) vor; zu dem Tom Trio gehören Nils Bo Davidsen (Bass) und Anders Mogensen (Schlagzeug). Das Album erhielt positive Besprechungen in Europa, in den USA und Japan. 2013 folgte das Album Steps [For Tune], eingespielt in New York im Duo mit Tyshawn Sorey, und 2014 Vermilion Tree (For Tune), mit Kris Davis und Andrew Drury. Dąbrowski lebt heute in Kopenhagen.

## Preise und Auszeichnungen
Dąbrowski erhielt 2012 vom polnischen Kulturministerium ein Stipendium; ein Jahr später wurde er in Dänemark von den Vereinigung der Jazzmusiker Fünens als „Musiker des Jahres“ ausgezeichnet. Für das das Album Tom Trio erhielt er den Fryderyk der polnischen Musikindustrie in der Kategorie „Debüt des Jahres in der Jazzmusik“.

## Diskographische Hinweise
- Hunger Pangs: meet meat (For Tune, 2013), mit Kasper Tom Christiansen, Marek Kądziela
- Radical Moves (For Tune 2014)
- Six Months and Ten Drops (2015), mit Sven Dam Meinild, Kasper Tom Christiansen, Jacob Anderskov
- Tomasz Dabrowski AD HOC: Strings (Airplane Label, 2015), mit Hiroki Chiba, Tsuboi Hiroshi, Hiroshi Minami
- Bart Oleś, Tomasz Dąbrowski: Chapters (Fenommedia, 2015)
- Pulsarus: Bee Itch (For Tune, 2015), mit Dominik Strycharski, Aleksander Papierz, Ray Dickaty, Stefan Orins, Jacek Mazurkiewicz, Jakub Rutkowski